# Гротефенд, Герман
Эрнст Генрих Герман Гротефенд (нем. Hermann Grotefend; 18 мая 1845, Ганновер —1931, Шверин) — немецкий историк, архивариус и хронолог. Доктор наук.

## Биография
Внук Георга Фридриха Гротефхеенда, филолога, востоковеда, исследователя древностей, который положил начало дешифровке древнеперсидской клинописи. Сын археолога, нумизмата, историка Карла Людвига Гротефенда.
В 1864—1870 изучал медицину и фармацию в Гёттингенском университете, затем исторические науки. После получения в 1870 году докторской степени, работал в Королевском государственном архиве в Бреслау. Оттуда в 1874 году переехал в Аурих, а в 1876 — во Франкфурт-на-Майне, где работал архивариусом, а в 1887 возглавил Главный архив Шверина (Тайный совет архивов). Работал руководителем до 1921 года.
В 1891 году опубликовал в Ганновере классический исторический труд «Руководство по исторической хронологии» («Taschenbuch der Zeitrechnung des deutschen Mittelalters und der Neuzeitот») от эпохи немецкого средневековья до Нового времени, который является незаменимым инструментом исторических вспомогательных наук до сегодняшнего дня, и который, как правило, называют просто «Grotefend» по имени его автора. В 2007 году вышло 14-е его издание. В 1898—1928 под его редакцией издано 6 изданий «Справочника по хронологии немецкого средневековья и Нового времени».

## Избранные труды
- «Handbuch der historischen Chronologie» (Ганновер, 1872);
- «Über Sphragistik» (Бреслау, 1875);
- «Stammtafeln der schlesischen Fürsten bis zum Jahre 1740» (2-е издание 1889);
- «Christian Egenolf» (Франкфурт, 1881)[3].